# The Loney
The Loney är en roman från 2014 av den brittiske författaren Andrew Michael Hurley och tillika dennes romandebut. Romanen publicerades först i en begränsad upplaga, 300 exemplar, av Tartarus Press. Romanen väckte uppmärksamhet och publicerades i större upplaga 2015 av John Murray Publishers.

## Kritikerrosad debut
The Loney recenserades i The Guardian som ett gotiskt mästerverk och i The Daily Telegraph som “hemsökt och hemsökande”.
Romanen utspelar sig i Morecambe Bay vid Englands nordvästra kust, i ett område som i texten beskrivs som "that strange nowhere between the Wyre and the Lune".
The Loney tilldelades 2015 Costa Book Awards förstapris och även British Book Industry Awards för bästa debutbok och årets bästa bok.
Romanen har ännu inte utgivits i svensk översättning.

## Handling
Romanen handlar om två bröder, huvudpersonen och dennes utvecklingsstörde broder Hanny, som befinner sig i en strängt katolsk miljö. Hanny kan inte tala, men bröderna förstår varandra väl ändå, varför brodern får ta stort ansvar för Hanny, när denne är hemma från det behandlingshem där han mestadels bor.
I samband med påsken åker familjen tillsammans med andra nära församlingsmedlemmar till det övergivna Loney. Förhoppningen är att med en ritual frälsa Hanny från dennes handikapp.